# Yūki Uchiyama
Yūki Uchiyama (japanisch 内山 裕貴 Uchiyama Yūki; * 7. Mai 1995 in Sapporo) ist ein japanischer Fußballspieler.

## Karriere
Uchiyama erlernte das Fußballspielen in der Jugendmannschaft von Consadole Sapporo. Seinen ersten Vertrag unterschrieb er 2014 bei Consadole Sapporo (heute: Hokkaido Consadole Sapporo). Der Verein spielte in der zweithöchsten Liga des Landes, der J2 League. 2015 wurde er nach Singapur an den Hougang United ausgeliehen. Mit dem Verein spielte er in der ersten singapurischen Liga, der S. League. 2016 kehrte er nach Sapporo zurück. 2017 wechselte er zum Drittligisten Gainare Tottori. Für den Verein absolvierte er 28 Ligaspiele. 2020 wechselte er zu Hokkaido Tokachi Sky Earth.